# René Vázquez Díaz
Pour les articles homonymes, voir Vázquez et Díaz.
René Vázquez Díaz (né le 7 septembre 1952 à Caibarién, Cuba) est un écrivain, dramaturge, journaliste et traducteur cubain contemporain, vivant en exil en Suède, qui se définit lui-même comme le « Cubain solitaire », dont l'œuvre, marquée par l'exil, reste fortement attachée à son île natale. 
L'écrivain espagnol Ramón Chao a écrit à son sujet que « la grande littérature cubaine de Alejo Carpentier ou Virgilio Piñera se prolongeait avec René Vázquez Díaz. »

## Biographie
Vázquez Díaz, jeune étudiant brillant, est envoyé en Pologne par le gouvernement cubain pour y suivre des études d’ingénieur naval. Il se retrouve aux chantiers navals de Gdańsk et en profite pour s'échapper vers la Suède et s'installer à Malmö en 1975.
Il décide d'abandonner la voie où auraient dû le mener ses études pour se consacrer à la littérature. Il commence à écrire, devient journaliste, publie des nouvelles et des romans, écrit des pièces de théâtre (El último concierto, Madrid, 1992), traduit des écrivains suédois (Birgitta Trotzig, Artur Lundkvist, Maja Lundgren, etc.) en espagnol.
Il est l'auteur d'une trilogíe sur Cuba : La era imaginaria (1987), La Isla del Cundeamor (1995) et Un amor que se nos va (2006). 
Dans son roman Fredrika en el paraíso (Fredrika au paradis), publié en 2000, Vázquez Díaz met en scène l'écrivain suédoise Fredrika Bremer (1801-1865), précurseur du féminisme, qui fit un bref séjour dans le Cuba des Capitaines généraux au cours des premiers mois de 1851 et nous a légué nous un journal détaillé de ce séjour, à travers les lettres qu'elle envoyait à sa sœur cadette Agathe, restée en Suède. Partant de la réalité décrite dans les lettres, et s'inspirant de la figure réelle de la romancière suédoise, René Vazquez Diaz donne libre cours à son imagination pour faire prendre de l'épaisseur au personnage, le faire croître au point de s'emparer du texte du roman, de sorte que la Fredrika du roman, n'est pas la même que celle des lettres. Elle est beaucoup plus libre et mène une autre vie.

## Œuvres
- La Era imaginaria, Montesinos, Barcelone, 1987  (ISBN 8-4763-9032-7)  —  (Réédition : Editorial Betania, Madrid, 1991)
- La Isla del cundeamor, Madrid,  Alfaguara, 1995  (ISBN 8-4204-8150-5)
- Fredrika en el paraíso,  Ed. Monte Avila, Caracas, 2000   (ISBN 9-8001-1140-9)
- El niño enamorado,
- El sabor de Cuba, Tusquets, Barcelone, 2002
- Florina
- Un amor que se nos va, Montesinos, Barcelone, 2006  (ISBN 8-4963-5665-5)

## Traductions
- Confines de la palabra, poèmes en prose de Birgitta Trotzig, Barcelone, Juan Pastor, 1991.
- Contexto. Material (1996), de Birgitta Trotzig, 2005
- Pompeya de Maja Lundgren, Barcelone, Edhasa, 2004.

## Publications en français
- L’Île du Cundeamor (La Isla del cundeamor), roman, trad. Bernard Michel, 408 p., Éd. José Corti, Paris, 1997  (ISBN 2-7143-0623-3)  —  (Réédition dans la Coll. Les Massicotés,  Éd. José Corti, Paris, 2004)   (ISBN 2-7143-0901-1)   (Voir la fiche de l'éditeur)
- L’Ère imaginaire (La Era imaginaria), roman, trad. Bernard Michel, 368 p., Éd. José Corti, Coll. « Ibériques », Paris, 1999  (ISBN 2-7143-0694-2)
(Voir la fiche de l'éditeur)
- Fredrika au paradis (Fredrika en el paraíso), roman, trad. Bernard Michel, 442 p., Éd. José Corti, Coll. « Ibériques », Paris, 2001  (ISBN 2-7143-0754-X)
(Voir la fiche de l'éditeur)
- Un amour qui s’étiole (Un amor que se nos va), roman, trad. Bernard Michel, 418 p., Éd. José Corti, Coll. « Ibériques », Paris, 2003  (ISBN 2-7143-0814-7) (Voir la fiche de l'éditeur)
- Exilia (El niño enamorado), récits, trad. Bernard Michel, 192 p., Éd. José Corti, Coll. « Ibériques », Paris, 2004  (ISBN 2-7143-0848-1)
(Voir la fiche de l'éditeur)
- Saveur de Cuba (El sabor de Cuba), récit, trad. Bernard Michel, 268 p., Éd. Calmann-Lévy, Paris, 2004  (ISBN 2-7021-3454-8)
- Florina (Florina), roman, trad. Bernard Michel, 170 p., Éd. Calmann-Lévy, Coll. « Traduit de », Paris, 2005  (ISBN 2-7021-3539-0)